# Furcifer campani
Furcifer campani (Grandidier, 1872) è un piccolo sauro della famiglia Chamaeleonidae, endemico del Madagascar.

## Descrizione

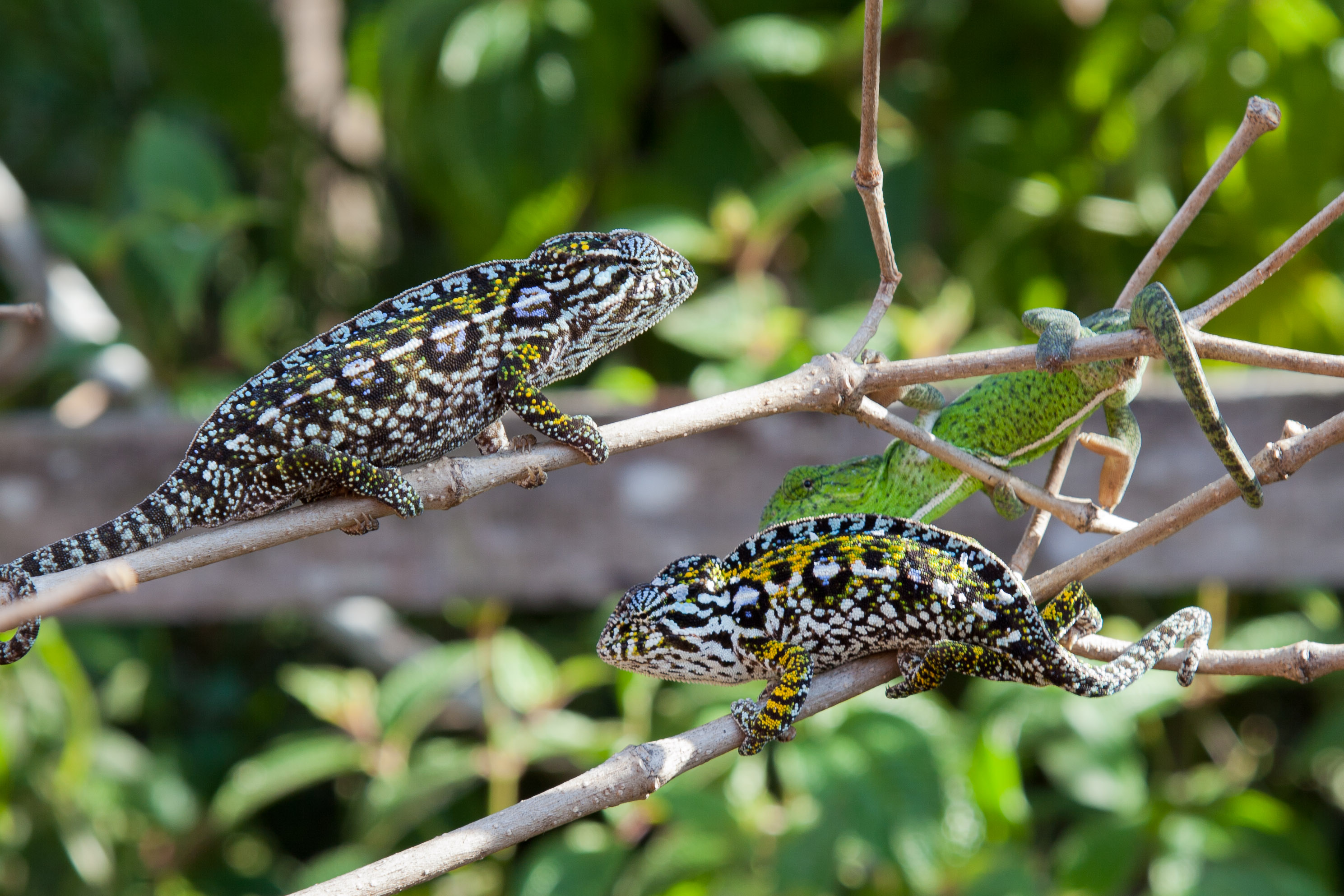

È un camaleonte di media taglia che raggiunge lunghezze di circa 14 cm.

Il colore di fondo della livrea varia dal verde chiaro al marrone scuro, su cui spiccano numerose piccole macchie colorate che formano tre bande chiare che corrono orizzontalmente lungo i fianchi; attorno agli occhi possono essere presenti delle piccole macchie rosse.

## Biologia
È una specie ovipara. Le uova hanno un periodo di incubazione da 7 a 10 settimane.

## Distribuzione e habitat
La specie è diffusa nella regione degli altopiani centrali del Madagascar, ad altitudini comprese tra 1.850 e 2.650 m s.l.m..
Popola le savane montane, talora in simpatria con Furcifer lateralis.

## Conservazione
La IUCN Red List classifica Furcifer campani come specie Vulnerabile.
La specie è inserita nell'Appendice II della Convention on International Trade of Endangered Species (CITES).
Parte del suo areale è protetto all'interno del Parco nazionale di Andringitra.